# برنارد جي. غوردون
برنارد جي. غوردون (بالإنجليزية: Bernard G. Gordon)‏ هو سياسي أمريكي، ولد في 16 نوفمبر 1916، وتوفي في 4 مايو 1978 بسبب سرطان. حزبياً، نشط في الحزب الجمهوري. وقد انتخب عضو جمعية ولاية نيويورك وانتخب عضو مجلس ولاية نيويورك.